# 高腰蜑螺
高腰蜑螺（学名：Nerita striata），是原始腹足目蜑螺科蜑螺属的一种。主要分布于中国大陆、台湾，常栖息在潮间带岩礁、潮间带。
其种加词“striata”意为“有条纹的”。